# Edward MacCabe
Edward MacCabe, irski duhovnik, škof in kardinal, * 14. februar 1816, Dublin, † 11. februar 1885.

## Življenjepis
Leta 1839 je prejel duhovniško posvečenje.
26. junija 1877 je bil imenovan za pomožnega škofa Dublina in za naslovnega škofa Gadare; 25. julija istega leta je prejel škofovsko posvečenje.
4. aprila 1879 je bil imenovan za nadškofa Dublina.
27. marca 1882 je bil povzdignjen v kardinala in imenovan za kardinal-duhovnika S. Sabina.